# 日本經濟大學
日本經濟大學（日语：／），簡稱日經大，是日本的一所私立大學。主校區在福岡縣，有经营学部：经营学，健康スポーツ経営学科，经营法学；经济学部：经济学，商学科等。另外兩個校区則位於神戸市中央区和東京都澀谷区。

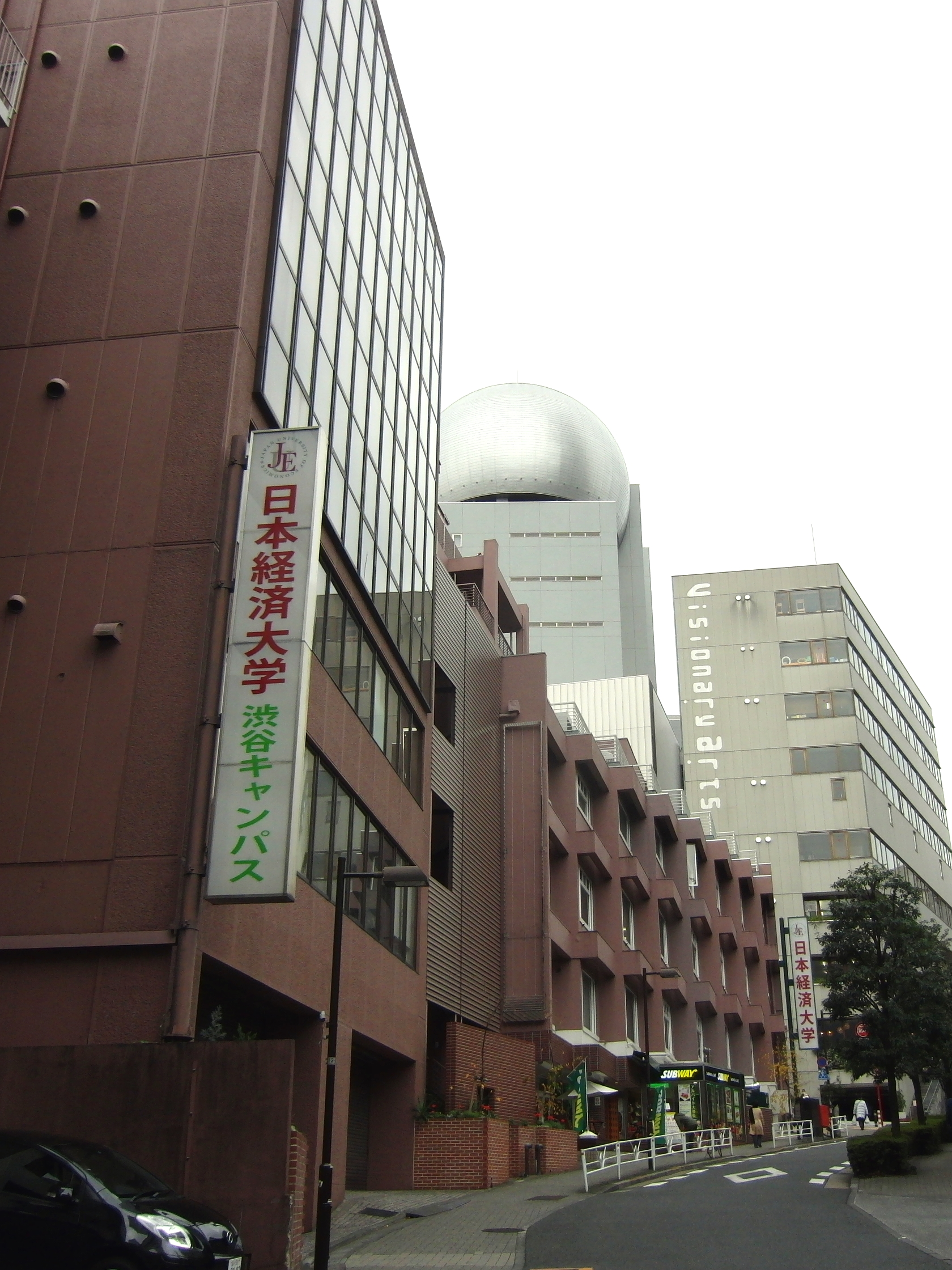
東京澀谷櫻丘町的校區

## 歷史
- 1968年 学园创始人都築賴助创立了学校法人都築学園、都築育英学園、第一薬科大学・第一経済大学（現・日本経済大学）・福岡第一高等學校・福岡第一商業高等学校（現・第一薬科大学付属高等学校）等学校。[1]
- 2007年 改稱福岡經濟大學（日语：／），增設經營法學科。
- 2010年 改稱日本經濟大學。設立東京都澀谷校區（經營學科）、神戸三宮校區（商学科）。
- 2011年 开设大学院研究生课程。
- 2013年 开设博士生课程。[2]

## 友好提携学校
- 英国牛津大学
- 英国剑桥大学
- 中国大连大学
- 中国大连科技学院
- 美国德拉瓦大學
- 台湾台南科技大学
- 台湾國立成功大學
- 法国经济战争大学等[3][4]

## 外部連結
- 都築学園グループ （页面存档备份，存于）
- 日本経済大学 （页面存档备份，存于）